# Премия Billboard Music за лучший саундтрек
В данной статье приводится список победителей и номинантов премии Billboard Music Award в категории «Лучший саундтрек».
Среди известных победителей в данной категории — саундтрек фильма «Титаник» (1997), саундтрек фильма «Классный мюзикл» (2006) и саундтрек анимационного фильма «Холодное сердце» (2013). Единственным, кто победил и был номинирован, была Селин Дион за саундтрек к фильму «Титаник». В 2017 году мюзикл «Гамильтон» стал первым «состав-альбомом», победившим в данной номинации.

## Победители и номинанты
| Год  | Выигранный альбом             | Исполнитель(и)           | Номинанты | Пр.   |
| ---- | ----------------------------- | ------------------------ | --- | ----- |
| 1993 | The Bodyguard                 | Whitney Houston          | | [ 1 ] |
| 1998 | Titanic                       | Celine Dion              | - Различные исполнители – City of Angels: Music from the Motion Picture - Различные исполнители – Armageddon: The Album - Spice Girls – Spiceworld                                                       | [ 2 ] |
| 2000 | Titanic                       | Celine Dion              | N/A | [ 3 ] |
| 2006 | High School Musical           | High School Musical Cast | - Jack Johnson – Sing-A-Longs and Lullabies for the Film Curious George - Различные исполнители – Walk the Line                                                                                          | [ 4 ] |
| 2015 | Frozen                        | Различные исполнители    | - Различные исполнители – The Fault in Our Stars - Различные исполнители – Fifty Shades of Grey - Различные исполнители – Guardians of the Galaxy - Различные исполнители – Into the Woods               | [ 5 ] |
| 2016 | Pitch Perfect 2               | Различные исполнители    | - Различные исполнители – Empire: Season 1 - Различные исполнители – Fifty Shades of Grey - Различные исполнители – Furious 7 - Различные исполнители – Guardian of the Galaxy; Awesome Mix Vol. 1       |       |
| 2017 | Hamilton: An American Musical | Различные исполнители    | - Различные исполнители – Moana - Различные исполнители – Purple Rain - Различные исполнители – Suicide Squad - Различные исполнители – Trolls                                                           |       |
| 2018 | Moana                         | Различные исполнители    | - Различные исполнители – Black Panther - Различные исполнители – The Fate of the Furious - Различные исполнители – The Greatest Showman - Различные исполнители – Guardians of the Galaxy Vol. 2        |       |
| 2019 | The Greatest Showman          | Различные исполнители    | - Различные исполнители – Spider-Man: Into the Spider-Verse - Различные исполнители – Bohemian Rhapsody - Lady Gaga & Bradley Cooper – A Star Is Born - Различные исполнители – 13 Reasons Why: Season 2 |       |
| 2020 | Frozen 2                      | Различные исполнители    | - Различные исполнители - Aladdin - Различные исполнители - Descendants 3 - Melanie Martinez - K-12 - Mötley Crüe - The Dirt                                                                             |       |